# Iran i olympiska vinterspelen 2018
Iran deltog i de olympiska vinterspelen 2018 i Pyeongchang, Sydkorea, med en trupp på fyra atleter (två män, två kvinnor) fördelat på två sporter.
Vid invigningsceremonin bars Irans flagga av längdskidåkaren Samarneh Beyrami Baher.